# Fascia axilar
La fascia axilar es una fascia que forma parte del piso de la axila, siendo esta la causante del hueco formado por la piel en esta zona del cuerpo. Esta fascia reviste la músculo subclavio y parte del pectoral menor; además es parte posterior de la pared anterior de la axila.
El ligamento suspensorio de la axila (parte de la fascia clavipectoral), se encuentra unido a esta fascia; al retraerse este ligamento (a causa del músculo pectoral menor[cita requerida]), hace que la fascia axilar se retraiga hacia el músculo, produciendo el hundimiento de la piel de la zona